# Sabani

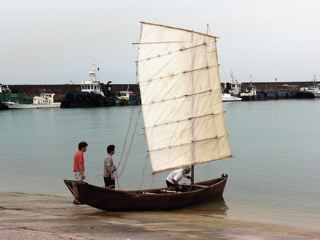
Sabani

Sabani (サバニ) est un bateau traditionnel utilisé depuis longtemps dans les régions de Kyūshū et d’Okinawa, au Japon.

## Aperçu
Le Sabani (サバニ) est un petit voilier traditionnel qui a été utilisé pendant des siècles dans le sud du Japon, notamment dans les îles Ryūkyū (琉球諸島), les îles Sakishima (先島諸島) et Kyūshū (九州).
À Okinawa, il est considéré comme le bateau emblématique des pêcheurs appelés Uminchu (海人), qui l’utilisaient pour capturer de grands poissons tels que les requins. En plus de la pêche, le Sabani était également utilisé comme moyen de transport quotidien par la population locale. Malgré son apparence modeste, il est capable de naviguer en haute mer, ce qui en faisait un outil essentiel pour relier les îles du sud du Japon et faciliter les échanges commerciaux.
Aujourd’hui encore, la tradition du Sabani perdure. Il est utilisé dans des compétitions sportives telles que le Hari (ハーリー) à Okinawa et Kyūshū, dans des circuits touristiques, ou comme embarcation de loisir détenue par des particuliers.

## Histoire

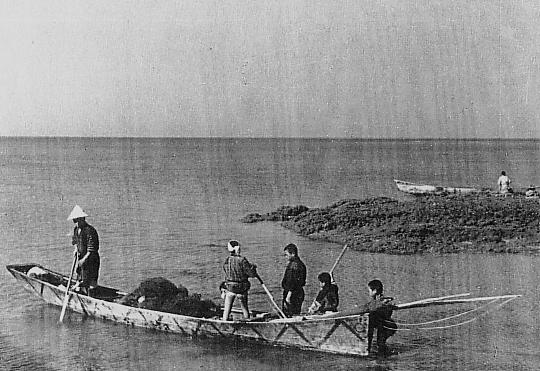
Pêcheurs sur un sabani à Itoman.

Dans l’ancien royaume de Ryūkyū (琉球), on construisait autrefois des pirogues monoxyles. Selon Kurayoshi Takara (高良倉吉), professeur émérite de l’Université des Ryūkyū (琉球大学), le développement du Sabani (サバニ) aurait été encouragé par les autorités du royaume afin de préserver les forêts, en promouvant l’usage de bateaux appelés Hagi-bune (ハギ舟), fabriqués en assemblant des planches de bois.
Dans la ville d’Itoman (糸満市), la tradition rapporte que le nom « Sabani » provient de la combinaison de saba (サバ, désignant un requin) et nni (ンニ, signifiant « bateau »). Le Sabani a été modifié pour pouvoir poursuivre les requins, notamment pour la récolte d’ailerons (fukahire), et pour naviguer facilement dans des zones peu profondes comportant récifs et coraux. Grâce à sa maniabilité et sa rapidité, il s’est avéré particulièrement efficace. Le fond du bateau était épais tandis que les flancs étaient minces, ce qui facilitait la récupération des poissons pris dans les filets et augmentait sa stabilité en cas de balancement ou de chavirement.
Avant la Seconde Guerre mondiale, des charpentiers spécialisés dans le Sabani de la préfecture d’Okinawa se sont rendus sur des îles sous administration japonaise comme Saipan, où ils ont diffusé une version adaptée connue sous le nom de Nanyō Sabani (南洋サバニ).
Lors de la guerre russo-japonaise, une histoire célèbre raconte que cinq pêcheurs, appelés les Cinq Braves de Hisamatsu (久松五勇士), auraient ramé depuis l’île de Miyako (宮古島) jusqu’à Ishigaki (石垣島) pour transmettre un message annonçant la découverte de la flotte de la Baltique. Ils auraient accompli cet exploit à bord d’un Sabani.